# Повітряний чартер

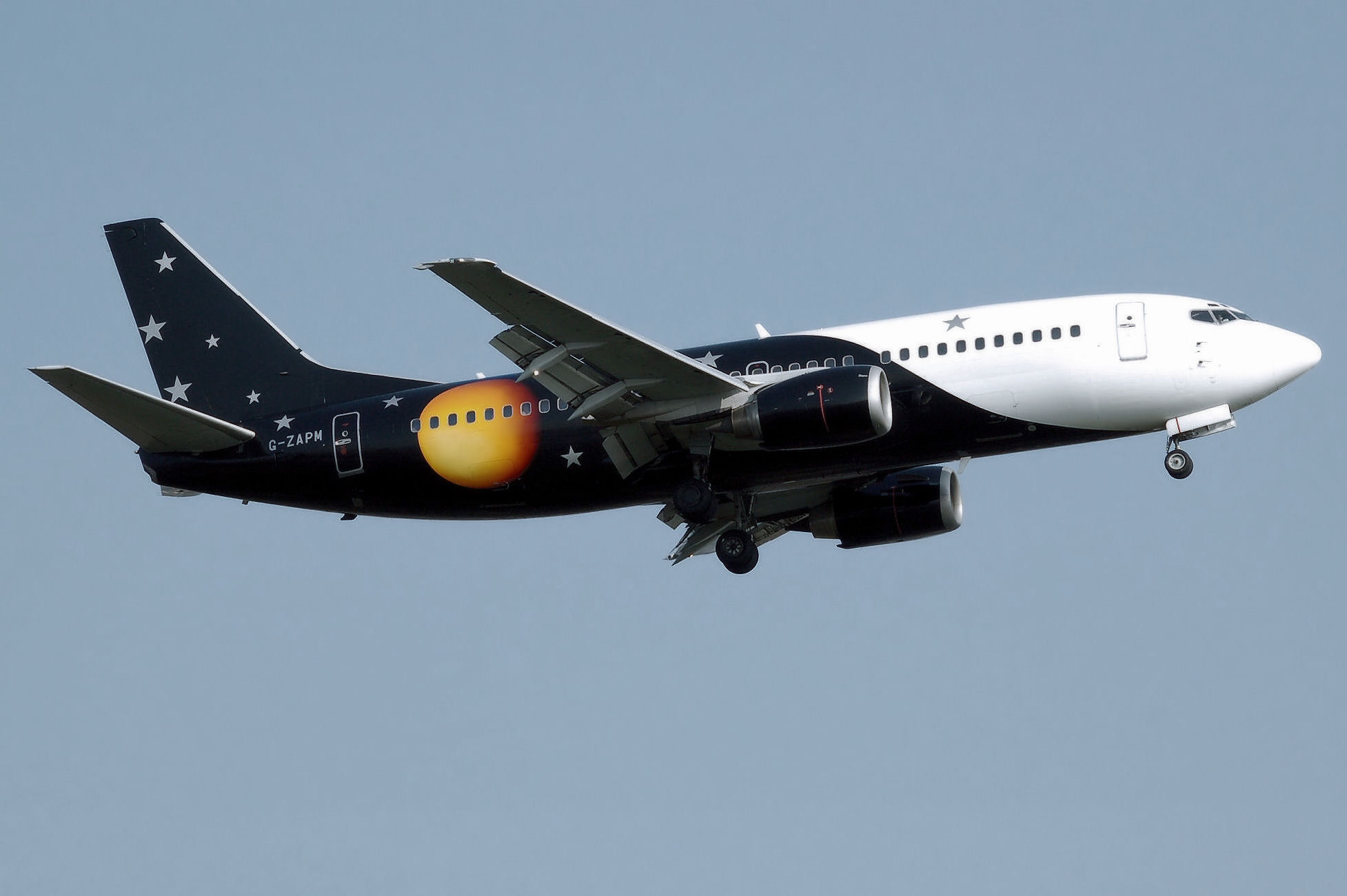
Boeing 737-300 британської чартерної авіакомпанії Titan Airways

Повітряний чартер — договір фрахтування повітряних транспортних засобів, що передбачає фрахтування всієї місткості або частини повітряних суден. 

Це оренда всього літака (тобто, фрахтування) на відміну від окремих місць у літаку (наприклад, при придбанні квитка через традиційні авіакомпанії). Термін також застосовується до індивідуальних приватних літаків і індивідуальних маршрутів, при перевезеннях строкових вантажів, повітряної швидкої допомоги.
Слово «чартер» також нерідко застосовується щодо чартерного (не регулярного) рейсу повітряного судна, який виконується для конкретного замовника. При цьому авіакомпанія не несе ризику продати мало квитків і залишитися в збитку (у цьому полягає відмінність від регулярного рейсу).
Туристичні оператори часто таким чином фрахтують судна для своїх клієнтів.